# جيمي هوير
جيمي هوير (بالدنماركية: Jimmy Høyer)‏ هو لاعب كرة قدم دنماركي، ولد في 8 يناير 1978 في الدنمارك في مملكة الدنمارك. لعب مع آرهوس جمناستيك فورينينغ ونادي فيكينغور.

## وصلات خارجية
- جيمي هوير على موقع قاعدة بيانات كرة القدم.إي يو (الإنجليزية)